# 毛额尖额蟹
毛额尖额蟹（学名：Rhynchoplax setirostris）为膜壳蟹科尖额蟹属的动物。分布于日本以及中国大陆的广东、山东等地，生活环境为海水，常见于水深50-100米的泥质或带有贝壳的海底上。